# Marga Faulstich
Marga Faulstich (Weimar, 16 de junio de 1915 – Maguncia, 1 de febrero de 1998) fue una química alemana que dedicó su vida a la química de los cristales. Trabajó para la empresa Schott AG durante 44 años sobre más de 300 tipos de vidrio óptico. Registró a su nombre cuarenta patentes y fue la primera mujer ejecutiva de Schott AG.

## Trayectoria
Faulstich tuvo dos hermanos y en 1922 la familia se trasladó a la ciudad de Jena, donde estudió la escuela media. Después de graduarse en el instituto en 1935,  empezó a formarse como ayudante en Schott AG, uno de los principales fabricantes de cristales en Europa especializado en óptica y tecnología. En sus primeros años allí, trabajó en el desarrollo de capas de lámina delgada. Los hallazgos de ciencia básica investigados entonces se utilizan desde entonces para la fabricación de gafas de sol, lentes con tratamiento antirreflejante y fachadas de vidrio. 
Gracias a su talento, Faulstich avanzó rápido en su carrera: de ayudante a técnico y a asistente científico, y finalmente científica. Su prometido murió en la Segunda Guerra Mundial y se centró solo en su carrera. En 1942, estudió química mientras continuaba trabajando en Schott. No pudo acabar sus estudios porque la situación cambió tras la guerra. Pertenecía a la zona de ocupación soviética mientras que las instalaciones más avanzadas de vidrio del mundo estaban en Jena, y los países aliados querían obtener y utilizar su know how. En consecuencia, 41 especialistas y directores de Schott AG fueron llevados al sector occidental, incluyendo a Faulstich.
En 1949, se construyó un nuevo instituto de investigación en Landshut para que el personal de Schott AG pudiera continuar su trabajo. Sin embargo, después de que la fábrica de Jena fuera expropiada en 1948 y la división de Alemania se estableciera en 1949, se decidió construir una nueva fábrica en Maguncia-Neustadt para los "41 vidrieros" de Schott AG. La nueva fábrica en las afueras de Maguncia Neustadt ('ciudad nueva') se abrió en 1952, y Faulstich continuó trabajando, investigando y desarrollando nuevos vidrios, con especial atención a lentes para microscopios y prismáticos. Además de sus investigaciones, Faulstich dirigió un crisol.
En 1979, se retiró después de 44 años en Schott AG. Pasó los años siguientes realizando grandes viajes, pero todavía dio conferencias y presentaciones sobre el vidrio. Murió en Maguncia a la edad de 82 años.

## Reconocimientos
- En 1973, Faulstich recibió un reconocimiento internacional por la invención de la lente ligera SF 64.[1]
- Google la distinguió con un doodle en su página de inicio el 16 de junio de 2018.[2]